# Minamata, Kumamoto
Minamata (水俣市 (Thủy Ngũ thị) Minamata-shi) là một thành phố thuộc tỉnh Kumamoto, Nhật Bản. Thành phố được thành lập ngày 01 tháng 4 năm 1949. Tính đến ngày 1 tháng 7 năm 2023, dân số thành phố là 22.018 người và mật độ 171 người/km². Tổng diện tích thành phố là 163,29 km².